# 特里尼塔
特里尼塔（義大利語：Trinità），是意大利库内奥省的一个市镇。总面积28平方公里，人口2129人，人口密度76.0人/平方公里（2009年）。ISTAT代码为004232。